# Detlef Schrempf
Detlef Schrempf (* 21. ledna 1963, Leverkusen) je bývalý německý basketbalista. Reprezentoval Západní Německo a posléze Německo na mistrovství Evropy 1983 (8. místo) a 1985 (5. místo) a na olympijských hrách v Los Angeles roku 1984 (8. místo) a v Barceloně roku 1992 (7. místo). Za národní tým odehrál 71 utkání. V roce 1992 byl vyhlášen německým basketbalistou roku. V roce 2021 byl uveden do Síně slávy Mezinárodní basketbalové federace. Již jako středoškolák odešel do Spojených států, kde se prosadil v univerzitním basketbale jako hráč Washington Huskies (1981–1985). V letech 1985 až 2001 pak působil v NBA. Hrál za kluby Dallas Mavericks (1985–1989), Indiana Pacers (1989–1993), Seattle SuperSonics (1993–1999) a Portland Trail Blazers (1999–2001). Připsal si v nejslavnější severoamerické profesionální soutěži 15 761 bodů. Je z toho hlediska šestým nejlepším Evropanem v historii NBA. Odehrál 1136 utkání v základní části NBA a jeho průměr byl 13,6 bodu na zápas (v play-off 114 utkání s průměrem 12,6). Třikrát byl vybrán do all-star utkání NBA (1993, 1995, 1997). Po skončení hráčské kariéry se věnoval trénování (asistent trenéra Seattle SuperSonics 2005 až 2007) a posléze obchodu. Zůstal žít v Seattlu. K basketbalové kariéře ho předurčila jeho výška 198 cm.